# Чачице
Чачице (серб. Ћаћице / Ćaćice) — село в общине Вишеград Республики Сербской Боснии и Герцеговины. Население составляет 15 человек по переписи 2013 года.